# Zachary
Zachary is een plaats (city) in de Amerikaanse staat Louisiana, en valt bestuurlijk gezien onder East Baton Rouge Parish.
De plaats ligt aan de spoorweg tussen Baton Rouge en Vicksburg.

## Demografie
Bij de volkstelling in 2000 werd het aantal inwoners vastgesteld op 11.275.
In 2006 is het aantal inwoners door het United States Census Bureau geschat op 13.259, een stijging van 1984 (17,6%).

## Geografie
Volgens het United States Census Bureau beslaat de plaats een oppervlakte van 61,6 km², waarvan 61,5 km² land en 0,1 km² water. Zachary ligt op ongeveer 29 m boven zeeniveau.

## Plaatsen in de nabije omgeving
De onderstaande figuur toont nabijgelegen plaatsen in een straal van 24 km rond Zachary.